# خانه شاهرضا شریفی
خانه شاهرضا شریفی مربوط به دوره قاجار است و در شیراز، محله بیات، کوچه شهید احمدنژاد، پلاک ۲۸ واقع شده و این اثر در تاریخ ۱۰ خرداد ۱۳۸۲ با شمارهٔ ثبت ۸۶۶۰ به‌عنوان یکی از آثار ملی ایران به ثبت رسیده است.